# Miguel Ángel Ballesteros Cánovas
Miguel Ángel Ballesteros Cánovas, nascido a 23 de julho de 1996 em Alcantarilla, é um ciclista espanhol membro da equipa Caja Rural-Seguros RGA amador. Destacou como amador ficando terceiro do Circuito Guadiana e segundo na Volta a Ávila.

## Palmarés
- Ainda não tem conseguido nenhuma vitória como profissional

## Equipas
- Polartec-Kometa[3] (2018)